# Dragodol
Dragodol je naselje u Gradu Tuzli. Zabilježeno je još u srednjem vijeku. Tada je bilo malo izdvojeno naselje u blizini srednjovjekovnog naselja Soli postoje tada i manja izdvojena naselja, dosta povezano s njime. Ista takva naselja izdvojena od Soli su Tušanj, Vrapče, Solina, Pločnik i Kalebić.